# Гасанов, Ибрагим Алиевич
Гасанов Ибрагим Алиевич (1912—1985) — советский государственный и партийный деятель, сотрудник органов государственной безопасности, педагог. Родился в городе Гянджа Елизаветпольского уезда (ныне — Азербайджан) в семье каменщика. Азербайджанец. Член КПСС с декабря 1940 года.

## Биография

##### Ранние годы и образование
Ибрагим Алиевич Гасанов родился в 1912 году в Гяндже. С марта 1925 по декабрь 1929 года обучался у частных лиц, после чего работал каменщиком в союзе строителей. В 1930 году поступил на индустриальный рабфак имени Ленина в Баку, который окончил в январе 1932 года. С апреля 1934 по сентябрь 1939 года обучался в Азербайджанском государственном университете .

##### Трудовая деятельность до службы в органах госбезопасности
С января 1930 по сентябрь 1930 года работал каменщиком в Гяндже. После окончания рабфака в 1932 году занимал должности нормировщика на предприятии «Азхлопка» в Баку, гидротехника в Азводхозе в селе Дальмамедли Гянджинского района, кассира мясомолочного колхозного центра в Гяндже. С января 1933 по июнь 1933 года обучался на слесаря на механическом заводе в Гяндже, после чего работал гидротехником на машинно-тракторной станции в Уджарах Геокчайского района. С января 1934 по октябрь 1934 года был кочегаром на нефтеперегонном заводе имени Андреева в Баку.

##### Служба в органах НКВД—КГБ
В сентябре 1939 года Гасанов поступил в Высшую школу НКВД СССР, которую окончил в августе 1940 года. С августа 1940 по ноябрь 1941 года занимал должность начальника районного отдела НКВД в селе Тауз АзССР. С ноября 1941 по ноябрь 1943 года был начальником районного отдела НКВД в селе Абракунис Нахичеванской АССР. С ноября 1943 по январь 1944 года служил оперативным уполномоченным НКВД АзССР. С января 1944 по сентябрь 1945 года возглавлял районный отдел НКВД в Даетафюрском районе АзССР.
С сентября 1945 по сентябрь 1947 года занимал должность начальника 1-го отделения городского отдела НКГБ—МГБ в Кировабаде. С сентября 1947 по май 1951 года был начальником Кубинского районного отдела МГБ АзССР. С мая 1951 по март 1953 года занимал пост министра государственной безопасности Нахичеванской АССР. С марта 1953 по май 1954 года был министром внутренних дел Нахичеванской АССР. С мая 1954 по июль 1955 года возглавлял Комитет государственной безопасности при Совете Министров Нахичеванской АССР .

##### Педагогическая деятельность
После ухода из органов госбезопасности Гасанов посвятил себя педагогической деятельности. С января 1956 по сентябрь 1956 года работал педагогом в школе № 5 в Баку. С сентября 1956 по апрель 1959 года занимал должность начальника отдела кадров Азконсервтреста в Баку. С апреля 1959 по сентябрь 1961 года был директором школы моряков Каспия в Баку. С сентября 1961 по январь 1963 года возглавлял школу-интернат № 2 в Баку. С января 1963 по сентябрь 1964 года работал педагогом в школе № 145 в Баку.
С сентября 1964 по февраль 1968 года Гасанов был старшим преподавателем математики в педагогическом институте в Кировабаде. С февраля 1968 по сентябрь 1975 года занимал должность старшего преподавателя кафедры математического анализа Государственного педагогического института имени Г. Зардаби в Кировабаде. В сентябре 1975 года вышел на пенсию.

## Звания и награды
Ибрагим Алиевич Гасанов имел звание полковника государственной безопасности. Был награждён шестью медалями.

## Смерть
Ибрагим Алиевич Гасанов скончался в феврале 1985 года в Кировабаде (ныне — Гянджа).